# 차오위안 (다이빙 선수)
차오위안(중국어 간체자: 曹缘, 정체자: 曹緣, 병음: Cáo Yuán, 한자음: 조연, 1995년 2월 7일~)은 중화인민공화국의 다이빙 선수이다. 올림픽에 4회 참가하여 금메달 4개, 은메달 1개, 동메달 1개를 획득했고 세계 선수권 대회에서 금메달 4개, 은메달 4개, 동메달 1개를 획득했다.